# Julio Olaizola
Julio Antonio Olaizola Rodríguez (Lasarte-Oria, 25 dicembre 1950) è un ex calciatore spagnolo.

## Biografia
Suo fratello Javier, più giovane di 19 anni, è un ex calciatore e allenatore.

## Caratteristiche tecniche
Giocava come terzino sinistro.

## Carriera
Ha vestito per tutta la carriera la maglia della Real Sociedad.

## Palmarès

### Club

#### Competizioni nazionali
- Primera División spagnola: 2

Real Sociedad: 1980-1981, 1981-1982
- Supercoppa di Spagna: 1

Real Sociedad: 1983